# Abdullahi Yusuf Ahmed
Abdullahi Yusuf Ahmed (Arabisch: عبدالله يوسف أحمد) (Galcaio, 15 december 1934 – Dubai, 23 maart 2012) was een Somalisch politicus. Tussen oktober 2004 en december 2008 was hij president van Somalië.

## Loopbaan
Yusuf Ahmed was een van de leiders van het eerste uur van het SSDF. Hij speelde een belangrijke rol in de Ogaden-oorlog tussen Ethiopië en Somalië. Ethiopië steunde het SSDF in zijn streven naar een grotere autonomie voor de Ogaden-regio, maar na de oorlog kwam Yusuf Ahmed in conflict met de Ethiopische regering. Hij werd gearresteerd omdat hij de Somalische vlag had opgehangen in twee dorpen die veroverd waren op het Somalische leger. Hij bracht daarop vijf jaar in gevangenschap door. Na zijn vrijlating zette hij zich in voor de opstand in Puntland, een noordoostelijke provincie van Somalië. Van deze provincie was hij van 1998 tot 2004 president. Abdullahi Yusuf Ahmed maakte deel uit van de Majerteen, een subclan van de stam van de Darod.
Door een overgangsparlement, dat zitting hield in de Keniaanse hoofdstad Nairobi, werd Ahmed op 14 oktober 2004 verkozen tot president van Somalië. Bij zijn verkiezing beloofde hij de veiligheid in het land te verbeteren. Hij zetelde met zijn regering en parlement tot 2006 in Nairobi. Toen de Raad van Islamitische Rechtbanken de macht in Mogadishu overnam, stuurde Ethiopië troepen die namens de Afrikaanse Unie de hoofdstad bezetten. Daarop kwam de regering uit ballingschap terug, maar zij had amper invloed buiten Baidoa, de stad waar het parlement zetelde. De rest van Somalië stond onder invloed van moslimrebellen, die in 2008 opnieuw de hoofdstad wilden innemen. Er ontstond een machtsstrijd tussen de president en premier Nur Hassan Hussein, die met de rebellen wilde onderhandelen.
Yusuf Ahmed nam eind 2008 ontslag, omdat het parlement de aanstelling van Mohamed Mahamoed Goeled en het ontslag van Nur Hassan Hussein als premier niet wilde aanvaarden. Hij erkende dat hij had gefaald om de veiligheidssituatie te verbeteren. Volgens een rapport van de Verenigde Naties waren 15.000 regeringssoldaten en politieagenten gedeserteerd: ze verkochten hun wapens of sloten zich bij de opstandelingen aan.
Yusuf Ahmed had een slechte gezondheid. Hij onderging in 1996 een levertransplantatie. In 2006 overleefde hij ternauwernood een aanslag op zijn leven en in 2007 lag hij enige tijd aan de beademing. Hij overleed in 2012 op 77-jarige leeftijd.